# Chlorophytum malayense
Chlorophytum malayense är en sparrisväxtart som beskrevs av Henry Nicholas Ridley. Chlorophytum malayense ingår i släktet ampelliljor, och familjen sparrisväxter. Inga underarter finns listade i Catalogue of Life.